# 1226

## Починали
- 3 октомври – Франциск от Асизи, италиански духовник
- 8 ноември – Луи VIII, крал на Франция